# Beatriz Chagas
Beatriz Chagas (* 5. Mai 1999) ist eine brasilianische Leichtathletin, die sich auf den Stabhochsprung spezialisiert hat.

## Sportliche Laufbahn
Erste internationale Erfahrungen sammelte Beatriz Chagas im Jahr 2023, als sie bei den Panamerikanischen Spielen in Santiago de Chile mit übersprungenen 3,80 m den zehnten Platz belegte. Im Januar 2024 siegte sie mit neuem Meisterschaftsrekord von 4,20 m bei den Hallensüdamerikameisterschaften in Cochabamba. Im Mai belegte sie bei den Ibero-Amerikanischen Meisterschaften in Cuiabá mit 4,25 m den vierten Platz. Im Jahr darauf verbesserte sie bei den Hallensüdamerikameisterschaften in Cochabamba den Meisterschaftsrekord auf 4,25 m und verteidigte damit erfolgreich ihren Titel.